# Mwakeitari
Mwakeitari (auch: Makeitari) ist ein Ort im nördlichen Teil des pazifischen Archipels der Line Islands nahe dem Äquator im Staat Kiribati mit einer Landfläche von 0,18 km². 2020 wurden 221 Einwohner gezählt.

## Geographie
Mwakeitari liegt zusammen mit Onauea an der Südküste der Insel Teraina (früher auch Washington, New York oder Prospectus Island genannt). Haupterwerbszweige sind Kokosanbau und Fischerei. Im Norden liegt der Washington Lake. Im Westen schließt sich Arabata an.

## Klima
Das Klima ist tropisch heiß, wird jedoch von ständig wehenden Winden gemäßigt. Ebenso wie die anderen Orte der südlichen Line Islands wird Mwakeitari gelegentlich von Zyklonen heimgesucht.